# 5255 Johnsophie
5255 Johnsophie (1988 KF) là một tiểu hành tinh vành đai chính được phát hiện ngày 19 tháng 5 năm 1988 bởi E. F. Helin ở Palomar.